# David Williams
David Joel Williams (ur. 26 lutego 1988 w Brisbane) – australijski piłkarz występujący na pozycji napastnika. Zawodnik klubu Perth Glory FC.

## Kariera klubowa
Williams seniorską karierę rozpoczął w 2005 roku w zespole Queensland Roar z A-League. Przez rok rozegrał tam 2 spotkania. W 2006 roku podpisał kontrakt z duńskim Brøndby IF. W Superligaen zadebiutował 5 sierpnia 2006 roku w wygranym 3:0 pojedynku z AC Horsens. 11 listopada 2006 roku w wygranym 3:1 spotkaniu z Silkeborgiem strzelił pierwszego gola w Superligaen. W 2008 roku zdobył z zespołem Puchar Danii.
W 2009 roku Williams został wypożyczony do North Queensland Fury (A-League), a w 2010 roku podpisał z nim kontrakt. W lutym 2011 roku wypożyczono go do innego zespołu A-League, Sydney FC. Natomiast w lipcu 2011 roku został graczem klubu Melbourne Heart, także występującego w A-League. Pierwszy ligowy mecz zaliczył tam 8 sierpnia 2011 roku przeciwko Newcastle United Jets (2:3).
W 2016 przeszedł do węgierskiego Szombathelyi Haladás.

## Kariera reprezentacyjna
W 2005 roku wraz z kadrą U-17 Williams wziął udział w Mistrzostwach Świata, zakończonych przez Australię na fazie grupowej. W pierwszej reprezentacji Australii zadebiutował 22 czerwca 2008 roku w przegranym 0:1 meczu eliminacji Mistrzostw Świata 2010 z Chinami.